# 세계로 가는 아침
세계로 가는 아침은 MBC 표준FM(수도권 FM 95.9MHz, AM 900kHz)에서 1992년부터 1997년 3월 1일까지 매주 월요일 ~ 토요일 오전 5시 30분 ~ 6시까지 방송한 라디오 프로그램이다.

## 진행자
- 이윤철 아나운서